# Konin
Konin [ˈkɔɲin] är en stad vid Wartafloden i centrala Polen, belägen omkring 100 kilometer sydost om Poznań. Staden hade 73 522 invånare i december 2019. Konin är sedan 1999 säte för det omgivande distriktet Powiat koniński, men själva staden har status av oberoende stadsdistrikt och båda ingår i Storpolens vojvodskap. Staden var tidigare huvudstad i Konins vojvodskap (1975-1998). Genom Konin går den öst-västliga motorvägen A2 och järnvägen Poznań–Warszawa.

## Historia

### Förhistoria
De tidigaste spåren av mänsklig bosättning i trakten är diverse flintverktyg, bland annat knivar, sticklar och pilspetsar, som hittats vid Wartas strand. De härstammar från den swideriska kulturen omkring 9000–8000 år före vår tideräkning.

### Tidiga bosättningar
En bosättning uppstod vid Bärnstensvägen under antiken. Platsen var ett naturligt vadställe över den större floden Warta för den nord-sydliga handelsvägen mellan Östersjökusten och Romarriket. På en version av Klaudios Ptolemaios kartor identifieras platsen som Setidava eller Getidava och tros vid denna tid haft viss betydelse som handelsplats. Begravningsplatsen för bosättningen ligger vid stranddynerna väster om dagens stadskärna och har daterats till Przeworskkulturen under 100- och 200-talen.

### Medeltiden

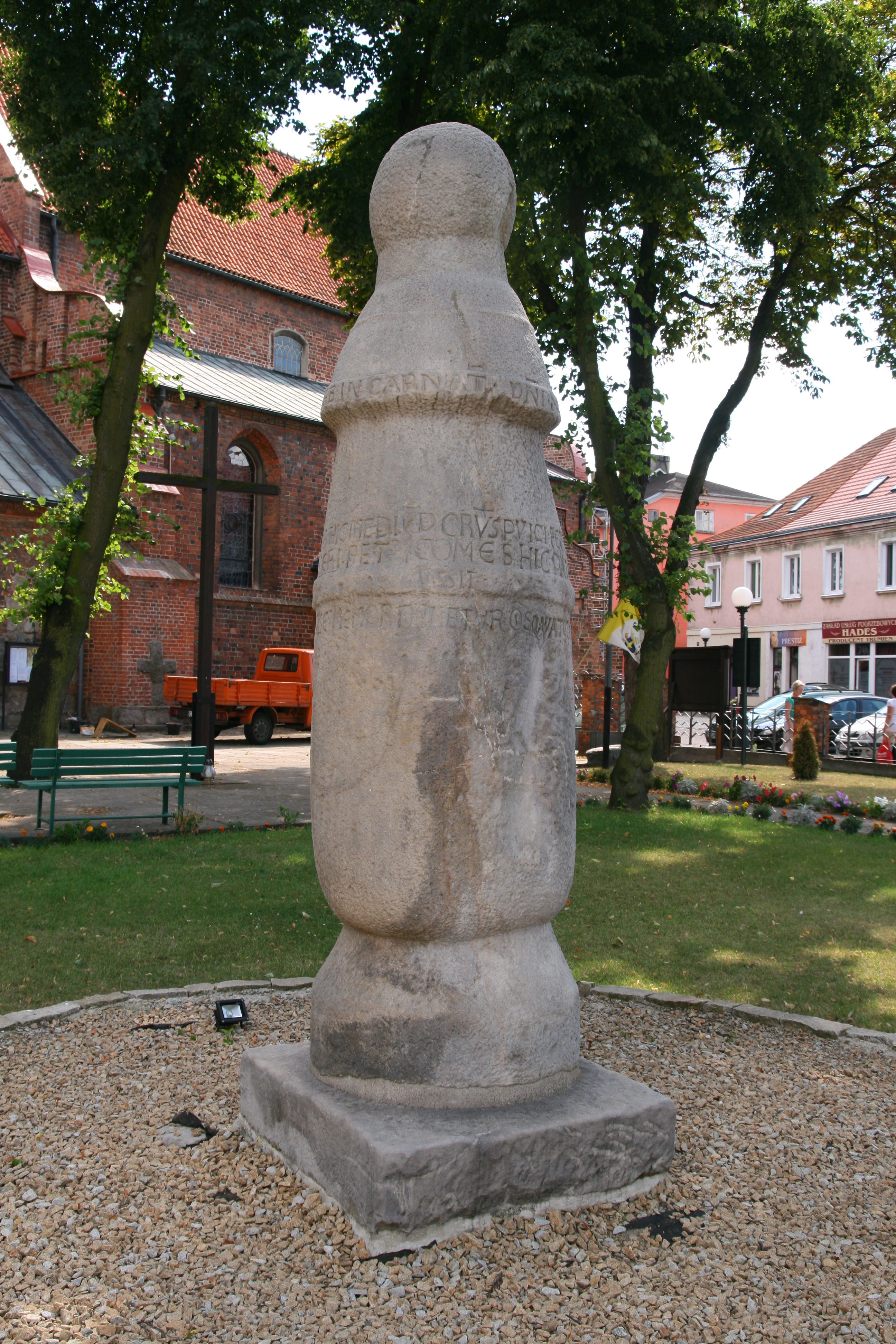
Milstenen i Konin restes 1151.

Mot slutet av den tidiga medeltiden var den befästa bosättningen Gród Kaszuba den mest betydande i området. Den var bebodd från 900-talet till 1100-talet och låg på en äng nära Warta. Den övergavs senare, troligen på grund av översvämningar som skadade befästningsverken. Rester av bosättningen är idag synliga vid flodens södra strand.
Under högmedeltiden och 1100- och 1200-talen uppstod flera bosättningar i närheten av den närbelägna orten Stare Miasto ("Gammelstaden"), några kilometer sydväst om den nuvarande innerstaden, varav den största kallades Konin. Det främsta arkitektoniska minnesmärket från denna tidiga period är Sankt Petrus och Paulus-kyrkan i Stare Miasto, med en utsmyckad portal och ett av Storpolens äldsta solur på den södra väggen. Det gamla Konin plundrades och brändes av Tyska orden 1331 och ruinerna övergavs under de följande åren. Istället övertogs rollen och namnet av staden på den mer lättförsvarade platsen för den nuvarande historiska stadskärnan, vid Wartas södra strand.

### Senmedeltiden
Konins nuvarande historiska stadskärna uppstod under 1200-talet, på en ö vid ett vad över Warta. Det tidigaste skriftliga omnämnandet 1293 av en bosättning här nedtecknades av Gosław som var ledare för en grupp bosättare. Staden kan möjligen ha givits stadsrättigheter av hertig Przemysł II av Storpolen, som besökte platsen 1284 och 1292. Vid denna tidpunkt sträckte sig den nya staden 430 meter i nord-sydlig riktning och 210 meter i öst-västlig riktning, med en total area på åtta hektar och en omkrets på 1100 meter. Det gjorde staden till en medelstor stad med medeltidens mått.
Konin växte i betydelse under 1300-talet. Bevarade dokument visar att Konin hade en kastellan, en hög ämbetsman i det feodala systemet och ett tecken på att staden hade status som en viktig stad i regionen. I mitten av 1300-talet blev staden administrativt säte för ett vojvodskap och styrdes under en starost. Det kan möjligen ha funnits en skola i Konin vid denna tid, då en student från Konin finns omnämnd i Karlsuniversitetet i Prags studentmatrikel från 1300-talet.
Slutet av 1300-talet och hela 1400-talet var en period av snabb utveckling i Konin. Under kung Kasimir III av Polen uppfördes en kunglig borg och staden fick en ringmur och vallgrav, vilket inledde perioden som kunglig stad. Senare uppehöll sig kung Vladislav II i Konin vid flera tillfällen, 1403, 1425 och 1433. Härifrån ledde han periodvis bland annat de framgångsrika striderna mot Tyska orden.
Under det trettonåriga kriget mot Tyska orden, 1454–66, uppstod ett behov av militär rekrytering. Varje stad förbands att ställa upp ett antal soldater, motsvarande stadens relativa storlek och inflytande. Konin ställde upp 15 infanterister, att jämföra med Poznań (60), Kalisz (30), Słupca (20), Kłodawa (20) och and Koło (15), vilket antyder att staden var en av flera medelstora städer i Storpolen. Hantverksyrkena fortsatte att utvecklas och stadens starosta fick sitt distrikt utökat. 1425 fick staden rätt att hålla två årliga marknader.

### Renässansen
Den polska guldåldern inföll under 1500-talet. År 1504 inkorporerades byn Kurów på den motsatta flodstranden i staden. En beskrivning av staden från 1557 nämnber ett tegelupplag, en kvarn och åtta slaktare, 14 bagare, 21 skomakare och fyra fiskare. Utifrån skattelängder kan man dock sluta sig till att staden fortfarande var att betrakta som en medelstor stad med huvudsakligen regional betydelse.
Under den protestantiska reformationen var den lokala starostan, Jakub Ostroróg, och den lokala kyrkoherden Stanisław Lutomirski inflytelserika lutheraner i regionen.

### 1600-talet
Konin drabbades hårt av krig och epidemier under 1600-talet. Pesten 1628-1631 decimerade befolkningen betydligt. Följande års försök att återuppliva stadens näringsliv omfattande bland annat kung Vladislav IV:s rättigheter att genomföra två årliga marknader, med militärt skydd till de handelsmän som deltog, samt en licens från starostan 1652 som gav inflyttade skottar rätt att starta bryggerier. Staden ockuperades 1656 under Karl X Gustavs polska krig av svenska trupper, då stadens befästningsverk och stora delar av bebyggelsen skadades svårt. Av 127 hus före kriget återstod endast 25 år 1659. Vid krigsslutet uppgick befolkningen till under 200 personer. 1662 drabbades staden åter av pesten.

### 1700-talet
Under stora nordiska kriget kom staden åter att drabbas av omfattande förstörelse, så att staden endast långsamt kunde återhämta sig under det följande århundradet. Slutet av 1700-talet var en nationell kris i Polen, då Polens delningar 1772, 1793 och 1795 ledde till att territoriet helt delades mellan Kejsardömet Ryssland, Preussen och den österrikiska Habsburgmonarkin.
Konin tillföll Preussen i samband med Polens andra delning 1793, vilket blev slutet för epoken som kunglig stad. Vid denna tid var befolkningen omkring 780 invånare, fördelade på 165 hus, varav endast ett var uppfört i tegel. Jordbruk och hantverk dominerade som näringar. Det fanns 22 skomakare, 13 krukmakare och åtta körsnärer. Staden hade åtta marknader och med en boskapsmarknad varje år. Befolkningen bestod av en sammansättning av flera etniska grupper, främst polacker, judar, tyskar och skottar. Konin deltog i Kościuszkoupproret 1794, vilket dokumenterades i stadens officiella handlingar från tiden. Vid flera tillfällen tog polska upprorsmän kontroll över staden, bland annat i september 1794 då Jan Henryk Dąbrowskis kår drog in. Dąbrowski kom senare att bli namngivare åt den polska nationalsången, Mazurek Dąbrowskiego. 1796 drabbades staden av en stadsbrand.

### 1800-talet
1800-talet inleddes med den för Polen mycket turbulenta perioden under Napoleonkrigen, som även drabbade Storpolen. Storhertigdömet Warszawa skapades i centrala Polen, i praktiken en lydstat under Napoleon I:s franska kejsardöme. Den 9 november 1806 tog polska styrkor kontroll över Konin och organiserade en ny stadsstyrelse. Följande år infogades staden formellt i Storhertigdömet Warszawa.
När Napoleons kortlivade kejsardöme kollapsade föll stora delar av det territorium som historiskt tillhört Polsk-litauiska samväldet under Kejsardömet Rysslands kontroll enligt Wienkongressens beslut. Konin blev del av det ryska Kongresspolen, ett formellt autonomt kungadöme som i praktiken var en rysk lydstat med tsaren som gemensam monark. Staden blev huvudort i ett administrativt distrikt som omfattade powiaten Konin och Pyzdry, vilket var det västligaste administrativa distriktet i den väldiga ryska staten.
Konin var inte direkt involverat i Novemberupproret 1830, men liksom andra polska städer påverkades Konin kraftigt av de politiska och kulturella konsekvenserna av det misslyckade upproret. Bland annat förvägrades polacker inneha högre ämbeten, polska förlorade sin status som officiellt språk till förmån för ryskan, och skolväsendet förryskades systematiskt.
Januariupproret 1863 hade en större påverkan, och många slag och mindre strider utkämpades i staden och dess omgivningar, vilket många monument i regionen idag påminner om.
Under den ryska epoken ökade antalet köpmän och hantverkare kraftigt. Staden hade 2 456 invånare 1820, 4 195 invånare 1850 och 7 391 invånare 1896.
På 1830-talet genomfördes en omfattande ombyggnation av staden, och nya gator och torg anlades. Industritomter frilades och ruiner och nergångna byggnader avlägsnades. I slutet på 1800-talet hade staden två fabriker som producerade jordbruksmaskiner och verktyg, varav den större ägdes av den schweiziske fabrikören L. Reymond, som slagit sig ned i staden. Fabriken hade en ångmaskin och ett järngjuteri. Under samma tid fanns även 18 väderkvarnar, fyra garverier, fyra tvåltillverkare, tre vinägerfabriker, två små värmepannefabriker, två bryggerier, två oljekvarnar, en sodavattenfabrik och ett distilleri.

### 1900-talet
I Konin innebar det tidiga 1900-talet ett kulturellt uppsving. Kalisz musiksällskap hade 72 medlemmar i Konin, och Judiska biblioteket i Konin hade ett av de finaste i guvernementet Kalisz, med en omfattande samling och en omfattande läsekrets för en stad av sin storlek. Kalisz roddklubb grundades i Konin 1908 och hade 95 medlemmar 1914. Roddklubbens byggnad existerar fortfarande i centrala Konin.
Fackföreningar etablerades också i Konin. Strejkåret 1905, då omfattande protester skedde i de stora industristäderna, påverkade även Konins industrier.
Det polska gymnastiksällskapet Sokół grundades i Konin. Dess syfte var att upprätthålla polska ungdomars träning och hälsa och förbereda potentiella rekryter i händelse av nationella uppror eller försvarskrig. Liknande judiska och tyska sällskap fanns också.
Efter första världskrigets utbrott 1914 skedde flera slag på östfronten nära Konin. Staden kom under tysk ockupation och förföll under kriget. Efter krigsslutet blev staden 1918 del av den andra polska republiken, men förhållandena i staden var fortsatt svåra de första åren efter kriget, utan fungerande vatten- och avloppssystem. Genom omfattande infrastrukturprojekt, som anläggandet av järnvägen mellan Poznań och Warszawa genom Konin och byggandet av en kanal till Gopłosjön, kunde dock staden få bättre förutsättningar att återhämta sig under mellankrigstidens ekonomiska kriser.
Judar utgjorde omkring 30 procent av Konins befolkning under åren före andra världskriget. Under kriget annekterades Konin av Nazityskland som del av Reichsgau Wartheland. I de omkringliggande skogarna genomfördes massavrättningar av judiska invånare och omkring 95 procent av dessa mördades eller sändes till koncentrationsläger. I augusti 1943 ledde rabinen Joshua Mosche Aaronson ett flyktförsök från ett arbetsläger i trakten, då fångarna brände ner skjulen och försökte fly. Nästan alla dödades. Överlevande judar från staden publicerade 1968 en minnesbok över den blomstrande judiska kulturen i Konin. Booken skrevs på jiddisch, hebreiska och engelska. Theo Richmond, en ättling till en judisk släkt från Konin, publiceradeKonin: A Quest, en utförlig historia om det judiska samhällslivet i staden. Huvuddelen av de judiska invånarna var mitnagdim, men det fanns även två chassidiska församlingar.

## Kultur och sevärdheter
Omkring 15 kilometer norr om Konin ligger Vårfrubasilikan i Licheń, vid färdigställandet 2004 världens sjätte största kristna kyrkobyggnad.